# Sciana
Sciana (Сцяна, Сьцяна) — білоруський рок-гурт з Берестя, утворений 1999 року (офіційно — 1 серпня 1999 року) за ініціативою барабанщика Аляксєя Кузнєцова.
В Україні здобув популярність 2011 року після виходу другого альбому «Кропка вяртаньня». Sciana товаришує з херсонським гуртом Роллік'с, регулярно виступає в Україні. Результатом спільної творчості стала популярна пісня «Беларусь-Украіна».

## Учасники
Теперішні
- Олексій Кузнєцов (Аляксей Кузьняцоў) — барабани;
- Павло Прохоров (Павел Прохараў) — гітара, спів;
- Андрій Климус (Андрэй Клімус) — бас-гітара;
- Валерій Соколов (Валерый Сакалоў) — клавішні.

Колишні
- Явгєнія Хіло (Яўгенія Хіло)
- Алєсь Нікалайчик (Алесь Нікалайчык)
- Євген Лук'янчик (Яўген Лук'янчык)

## Дискографія

### Альбоми
- 2002 — Рыфмы лёсаў
- 2010 — Кропка вяртаньня
- 2013 — Мы застанемся

### Участь у збірках
- 2003 — Viza Незалежнай Рэспублікі Мроя — «Я еду»
- 2004 — Генералы айчыннага року — «Вясна.by»
- 2006 — Прэм'ер Тузін 2006 — «Можна быць»
- 2008 — НезалежныЯ — «Калыханка»